# لوكاس سيلفا (لاعب كرة قدم مواليد 1994)
لوكاس سيلفا (بالبرتغالية: Lucas Silva de Oliveira‏) هو لاعب كرة قدم برازيلي في مركز نصف الجناح، ولد في 28 أبريل 1994 في سوبارا في البرازيل. لعب مع نادي ميراسول.

## وصلات خارجية
- لوكاس سيلفا (لاعب كرة قدم مواليد 1994) على موقع قاعدة بيانات كرة القدم.إي يو (الإنجليزية)
- لوكاس سيلفا (لاعب كرة قدم مواليد 1994) على موقع Soccerway.com (الإنجليزية)